# Patrick Carman
Patrick Carman é um premiado escritor que já trabalhou com games e multimídia, mas que seu principal foco é a literatura, caminho pelo qual enveredou em 2003, com a série The Land of Elyon. O sucesso foi tanto, que nem bem acabou e Carman já emendou a trilogia Atherton e os primeiros livros da série Elliot’s Park.
As principais influências do autor são John Steinbeck, David James Duncan, Fiódor Dostoiévski, Roald Dahl, Charles Dickens, J.R.R. Tolkien, Norman Maclean, Edgar Allan Poe e Richard Russo.
Recentemente o presidente dos Estados Unidos em pessoa, Barack Obama, elogiou os livros de Carman, falando que é uma leitura ótima para suas filhas.
Tudo isso qualificou Carman para ser o autor do livro O Circulo Negro de The 39 Clues.
Na sua vida pessoal, Carman é pai de duas meninas e adora fazer viagens de aventura, pescar, resolver palavras cruzadas e jogar games. Além disso, é um autor preocupado com a sociedade e ele, ao lado de sua esposa, ajuda diversas entidades e ONGs com ações sociais pelo mundo, que combatem a pobreza, a fome e o analfabetismo.